# Nogotenis

Nogotenis je šport nastao spajanjem nogometa i tenisa. U svijetu postoji preko 80 godina i trenutno ima preko 50 000 registriranih natjecatelja u više od dvadeset zemalja. 
Svjetska organizacija koja okuplja nogotenisače zove se FIFTA (Fédération Intérnationale de Footballtennis Associations) osnovana 1987., a na čijem je čelu trenutno Dubravko Lipnjak iz Zagreba.

## Nogotenis u Hrvatskoj
Najrazvijenija nogoteniska velesila je Češka koja ima registriranih 565 nogoteniskih klubova raspoređenih u sedam liga. Kod njih se taj sport naziva Nohejbal. Hrvatska je od 2002. punopravna članica FIFTA-e i od tada je nastupila na svim svjetskim i evropskim natjecanjima koja su se organizirala do sada. Savez je osnovan 9. veljače 2002. godine na osnivačkoj skupštini koja je dvadesetak delegata i gostiju skupštine. Trenutni predsjednik HTNS-a je Zlatko Senta.

### Klubovi HNTS-a
- NTK Donji Miholjac
- NTK Dinamo Zagreb
- NTK Zaton
- NTK Knin
- NTK Rovinj
- NTK Borbaš security - Osijek
- NTK Ruhci - Ruhci
- NTK Vinkovci
- NTK Rijeka

### Klubovi u osnivanju
- Nogoteniski klub Dubrovnik
- Nogoteniski klub Beli Manastir
- Nogoteniski klub Metković
- Nogoteniski klub Pula
- Nogoteniski klub Našice
- NTK Virovitica
- NTK Fotex Nedeljanec
- NTK Pula
- NTK Vatro-TT
- NTK Valpovo

Zlatko Senta je Predsjednik v.d. Hrvatskog Nogoteniskog Saveza, te FIFTA nogoteniski sudac, predsjednik Nogoteniskog kluba Rovinj i Predsjednik komisije za međunarodne odnose i marketing (FIFTA Director of Promotion). Također predsjednik inicijativnog odbora za osnivanje HNTS-a. Od ovog čovjeka je počelo uvođenje nogotenisa u Hrvatsku po pravilima FIFTA-e. Potaknut idejom prijatelja i predsjednika Mađarskog nogoteniskog saveza, g. Miklosa Halmai, g. Senta je došao na ideju da i Hrvatska zaslužuje ovaj atraktivan sport i nakon dva mjeseca rada osniva se prvi klub u Donjem Miholjcu. Od 28. srpnja 2009., a nakon ostavke bivšeg predsjednika, preuzima odlukom predsjedništva, mjesto Predsjednika HNTS-a do saziva nove Skupštine HNTS-a.

## Pravila nogotenisa

### Dio pravila zajednički za sve discipline
I. Igralište i prostor za igru
1.1. Dimenzije igrališta su
a) za pojedinacno natjecanje i natjecanje parova: 8,20 x 12,80 m
b) za natjecanje trojki: 8,20 (max 9,00) x 18,00 m
Igralište treba biti ocrtano na slobodnom terenu od minimalno 25 m X 15 m 
1.2. Igralište je mrežom podijeljeno na dvije polovice. Crte (linije) debele su 5 cm s tolerancijom +/- 1 cm. Točnost zadanih dimenzija je +/- 5 cm.
1.3. Osnovne i uzdužne linije su dijelovi igrališta.
1.4. Prostor raspoloživ za igru ograničen je na najmanje 3 m izvan uzdužnih linija i 3,5 m izvan osnovnih linija. Dozvoljeni nagib odnosno odstupanje od horizontale iznosi 1 : 100. Dozvoljena je maksimalna neravnost, bez oštrih prelaza, u iznosu od 2 cm.

### Mreža
2.1. Definicija: Prepreka u obliku mreže, razvučena na dva stupa, nategnuta preko sredine igrališta. Dužina mreže definirana je s drvenim, metalnim ili plastičnim podmetačima koji su postavljeni iznad uzdužne linije na koje se instalira antena. Lopta koja dodirne antenu je aut lopta. 
2.2. Mreža je nategnuta s obje strane, tako da joj se najviši dio proteže, na visini od 110 cm preko cijele širine igrališta. Najvece dopušteno odstupanje visine mreže iznosi +/- 2 cm. Razmak između poda i najdonje tocke mreže ne smije biti veci od 20 cm. Visina mreže za igrace do 15 godina iznosi 100 cm. Ako mreža tijekom igre postane neispravna (podupirač padne ili pukne uže za napinjanje), sudac će odrediti «novu loptu».

### Lopta
3.1. Službeni parametri FIFTA lopte su:
konstrukcija: 32 ljepljena dijela, 
boja: crno i bijelo, 
materijal: umjetna ili prirodna koža 
težina: 396 – 453 gr., 
promjer: 680 – 710 mm, 
visina odskoka: 660 – 720 mm, 
pritisak: 60 – 65 kPa. 
Visina odskoka mjeri se na Kistlerovoj ploći ispuštanjem lopte s visine od jednog (1) metra s ventilom okrenutim prema gore. 

### Početak igre
4.1. Igrač ili ekipa koji (koja) dobije ždrijeb, može odabrati ili stranu ili početni servis.
4.2. U slučaju izjednačenih setova, prije trećeg seta, pravo je igrača ili ekipe koji imaju najveći broj ukupno osvojenih poena izabrati stranu ili servis. Jedino se u slučaju kada je broj osvojenih poena obaju strana jednak, pristupa se ždrijebu.

### Servis
5.1. Servis se izvodi udarcem nogom iz prostora izvan igrališta, a iza osnovne linije.
5.2. Način izvođenja: udaranjem nogom lopte nakon što je odskocila sa zemlje, dobačena iz ruke ili lopte koja stoji na zemlji. Pri izvodenju servisa, niti lopta niti noga ne smije dotaknuti igralište (uključivo i linije).
5.3. Servis treba izvesti u roku od 5 sekundi od trenutka kada je sudac dao znak za početa igre.
5.4. Servirana lopta treba preći mrežu i pasti u protivničko servis-polje ili je igrač koji prima servis treba dodornuti ali ne i direktno vratiti u protivničko polje. 
5.5. Servis se ne ponavlja ako servirana lopta, koja je pala u propisano servis-polje, tijekom leta dotakne mrežu.
5.6. Servis izvodi uvijek igrač (ekipa) koji je postigao-la poen.
5.7. Igrači protivničke ekipe smiju igrati loptom prije nego što je lopta dotaknula njihovu polovicu igrališta ali je ne smiju direktno vratiti u protivničko polje. 

### Lopta u igri
6.1. Maksimalan broj odskoka lopte od zemlje: 
pojedinacno: 1, parovi: 1, trojke: 1. U igri igrač ne mora čekati da lopta padne na zemlju. Pri prijemu protivnikovog servisa igrač smije primiti loptu direktno, ali je ne smije odmah, direktno prebaciti preko mreže, nego je mora dodati suigraču ili pustiti da odskoči od tlo. Kod igre pojedinačno igrač smije dodirnuti servis loptu direktno, ali je ne smije direktno vratiti u protivnikov teren nego je mora dodirnuti još jednom ili prvo dopustiti da lopta odskoči te je nakon odskoka prebaciti u protivnički teren. 
6.2. Maksimalan broj doticaja koje mogu načiniti igrači:
pojedinačno: 2, parovi: 3, trojke: 3. Igrač može taknuti loptu sa svim dijelovima tijela, osim dlana i ruke. Igrač ne smije uzastopno dotaknuti loptu dva puta, osim u igri pojedinaca. Najmanji broj doticaja lopte, prije nego lopta pređe mrežu je jedan (1) osim kod prijema servisa.
6.3. Ako je igrač odigrao loptu pravilno ona će dotaknuti tlo, jedino, unutar granica igrališta.
6.4. Servis se ponavlja («nova lopta») ako strano tijelo dotakne loptu ili površinu igrališta ili ako su suci neusaglašeni oko ishoda poena. 
6.5. Nikom od igrača nije dozvoljeno doticanje mreže (čak i nakon što je lopta odigrana).
6.6. Lopta je pravilno odigrana jedino ako je prešavši mrežu dotakla protivnički dio igrališta ili je dodirne protivnički igrač (vidi Pravilo 2.1.).
6.7. U igri je dozvoljeno tijelom odgurnuti protivnikovu nogu, koja je pružena preko mreže u vlastito polje. Ipak, nije dozvoljeno odguravanje protivničke noge rukom ili nogom.
6.8. Servis se ponavlja ako su dva protivnika dotakla loptu nad mrežom istovremeno («mrtva lopta»), a lopta je potom završila izvan igrališta.
6.9. Ako su dva protivnika dotakla loptu nad mrežom istovremeno («mrtva lopta»), igra se nastavlja pod uvjetom da je lopta pala unutar igrališta. U ovom slučaju, loptu ponovo može odigrati i igrač koji je sudjelovao u «mrtvoj lopti».
6.10. Igrač može odigrati loptu iznad protivničkog polja ako je skočio iz vlastitog polja i doskočio u vlastito polje. 
6.11. Igrač može odigrati loptu jedino iz svoje polovice igrališta.
6.12. Igrač može dotaknuti protivnikovu nogu jedino nakon što je ovaj odigrao loptu.

### Brojanje poena, dobivanje seta i susreta
7.1. Ekipa (igrač) dobiva poen ako je protivnik pogiješio. Svaka takva pogreška je jedan poen.
7.2. Sve discipline (pojedinačno, parovi i trojke) igraju se na dva (2) dobivena seta. Set dobiva ekipa (igrač) koji prvi osvoji 11 poena s minimalnom razlikom od dva (2) poena (11 : 9). Ako nije tako onda se igra nastavlja dok se ne dostigne razlika od dva poena (12 : 10, 13 : 11 itd.).

### Time-out i zamjene
8.1. Nakon zahtjeva trenera (ili igrača) upućenog sucu, svaka ekipa (par ili trojka) ima pravo na jedan time-out po setu u trajanju od 30 sekundi.
8.2. Nakon što je trener ili igrač zatražio od suca, svaki igrač (pojedinačno) ima pravo na dva time-outa po setu u trajanju od po 30 sekundi.
8.3. Osim u igri pojedinaca svakoj je ekipi dozvoljeno mijenjati igrače dva puta u setu.
8.4. Sudac može u svakom trenutku igre najaviti «sudački time-out» kako bi se odstranile bilo kakve prepreke za odvijanje susreta.

### Greške koje se kažnjavaju gubitkom poena
9.1. Ekipa (igrač) gubi poen ako lopta dotakne dva puta uzastopce njegovu polovicu igrališta prije nego što je dotakne igrač.
9.2. Ekipa (igrač) gubi poen ako je lopta odskocivši od tla preskočila mrežu. Loptu mora posljednji dodirnuti igrač. 
9.3. Ekipa (igrač) gubi poen ako direktno vrati servis koji nije dodirnuo tlo. 
9.4. Ekipa (igrač) gubi poen ako igrač dotakne mrežu bilo kojim dijelom tijela. Servis se ponavlja ako su oba protivnika istovremeno dotaknuli mrežu.
9.5. Ekipa gubi poen ako igrač prilikom serviranja načini jednu od sljedećih pogrešaka:
a) ako prilikom serviranja nagazi, nogom na koju se oslanja ili loptom, osnovnu liniju ili zamišljeni produžetak uzdužne linije,
b) ako suigrač takne loptu koja servirana leti prema protivničkom servisnom polju
c) ako se lopta prizemlji izvan propisanog servisnog polja.
9.6. Ako igrač dotakne loptu dlanom ili rukom (gubitak poena).
9.7. Lopta koju je igrač uputio putuje na protivničku stranu izvan dijela mreže omeđenog antenama (gubitak poena).
9.8. Lopta koju je igrač uputio padne izvan propisanog polja (gubitak poena).
9.9. Lopta koja je odigrana iznad protivničkog polja, a da igrač nije stajao u vlastitom, ili skočio i doskočio u vlastito polje (gubitak poena).
9.10.Kod igranja u dvorani: ako lopta dotakne dio dvorane ili njegove opreme (krov, zidove, lukove, itd.) to je pogreška igrača koji je zadnji dotaknuo loptu (gubitak poena).
9.11. Ako igrač rukama drži ili gura protivničkog igrača.( gubitak poena ) 
9.12. Ako igrač odigra dva puta uzastopno loptu (gubitak poena, primjenjuje se kod igre parova i trojki).
9.13. Ako igrač odigra poen s protivnikove strane igrališta (gubitak poena).
9.14. Ako protivnički igrač dotakne loptu prije igrača na čijoj strani je lopta dotaknula tlo ( poen za igrača koji je dotaknuo loptu).
9.15. Ako igrač svojom nogom u pokretu dotakne protivnikovu glavu, ruku ili tijelo (gubi poen).

### Nepridržavanje pravila i propisa i sankcije
10.1. Ako igrač ne servira u roku od 5 sekundi:
prvo kašnjenje: opomena drugo kašnjenje: gubitak poena 

10.2. Nešportsko ponašanje (protesti, prigovaranje, namjerno napucavanje suca loptom, napucavanje lopte van prostora za igru, otezanje igre, držanje ili guranje protivnika, vrijedanje, neprikladno gestikuliranje, itd kako igrača, tako i kapetana ili članova vodstva ekipe):
prvi puta: opomena drugi puta: gubitak poena. 

10.3. Zavisno o težini prekršaja (Pravilo 10.2.) igrač ce se kazniti žutim ili crvenim kartonom, treća opomena rezultira isključenjem.
10.4. Isključenog igrača može se zamijeniti drugim igračem (igra parova ili trojki). U pojedinačnom natjecanju protivnik dobiva susret 2 : 0 (11 : 0, 11 : 0), diskvalifikacijom ili se svi susreti u grupi otkazuju.

### Oprema igrača i žalbe
11.1. Igrači iste ekipe moraju imati jednake dresove; ako ih nemaju sudac im neće dozvoliti nastup.
11.2. Ako je igra prekinuta, kapetan ekipe ili trener ima pravo podići ruku kako bi najavio protest(e) sucu i postaviti pitanje glede interpretacije pravila. Sučeva odluka je ko-načna.
11.3. Ako ima žalbi, koje se odnose na raspored natjecanja, iste se razmatraju nakon što je susret završen. Konacna je odluka IFTA-ine arbitraže.

### Razno
12.1. Ostale diskutabilne probleme treba razmatrati s odgovarajucim FIFTA nadzornim odborom za natjecanja.

## Vanjske poveznice
- FIFTA.org